# The Scarlet Road (film 1918)
The Scarlet Road è un film muto del 1918 diretto da Edward J. Le Saint.

## Produzione
Il film fu prodotto dalla Fox Film Corporation.

## Distribuzione
Il copyright del film, richiesto da William Fox, fu registrato il 23 giugno 1918 con il numero LP12587. La sceneggiatura inclusa nella descrizione presentata per nella documentazione per il copyright, era intitolata Payment.
Distribuito dalla Fox Film Corporation, il film uscì nelle sale cinematografiche statunitensi il 23 giugno 1918.
Non si conoscono copie ancora esistenti della pellicola che viene considerata presumibilmente perduta.